# Drumeț în calea lupilor
Drumeț în calea lupilor este un film istoric românesc regizat de Constantin Vaeni după un scenariu inspirat din monografia Moartea unui savant: N.Iorga (1976) de Mihai Stoian. Rolurile principale sunt interpretate de actorii Valentin Teodosiu, George Alexandru și Dragoș Pâslaru. Filmul a fost produs de Casa de Filme 5 în 1988 și a avut premiera în 1990. 

## Rezumat
Prezintă evenimentele care au dus la asasinarea lui Nicolae Iorga.

## Distribuție
Distribuția filmului este alcătuită din:
- Valentin Teodosiu — profesorul Nicolae Iorga, istoric și om politic român
- George Alexandru — studentul Mihai Vioreanu, agent sub acoperire al Siguranței Statului
- Dragoș Pâslaru — Horia Sima, comandantul Mișcării Legionare, viceprim-ministru al României (1940-1941)
- Mihai Dinvale — Traian Boeru, inginer agronom, secretar general al Institutului Național al Cooperației, legionar, comandant al Echipei Morții
- Petre Moraru — Ion Tucan, legionar, membru al Echipei Morții
- Mariana Buruiană — studenta Delia, iubita lui Vioreanu
- Lucia Mureșan — Ecaterina Iorga, soția profesorului
- Mitică Popescu — nea Tomiță, poștașul din Vălenii de Munte
- Ștefan Iordache — lt.col. Alexandru Rioșanu, subsecretar de stat pentru poliție și siguranță în Ministerul Afacerilor Interne (1940-1941)
- Constantin Bărbulescu — Ștefan Iacobuță, șofer la Institutul Național al Cooperației, legionar, membru al Echipei Morții
- Bujor Macrin — Tudor Dacu, legionar, membru al Echipei Morții
- Gheorghe Șimonca — Carol al II-lea, regele României (1930-1940)
- Virgil Flonda — Chircor Garabet Malcasian, legionar, comisar al Poliției Capitalei, șoferul lui Horia Sima
- Nicolae Pomoje
- Adriana Șchiopu — Nastasia, soția primarului Tomescu
- Lamia Beligan — Alina Iorga, fiica profesorului
- George Buznea
- Sorin Medeleni — Tomescu, primarul comunei Strejnic
- Valeriu Paraschiv — legionar (menționat Val Paraschiv)
- Cristian Motriuc — legionar
- Ion Lemnaru
- Vladimir Juravle — Topangea
- Theo Cojocaru
- Doru Ana — legionar bărbos
- Ovidiu Bose Paștina — legionar
- Valentin Mihali
- Valeriu Preda
- Constantin Drăgănescu
- Papil Panduru — legionar
- Sandu Mihai Gruia — legionar
- Florin Anton
- Mircea Gogan
- Gioni Georgescu
- Florentin Dușe
- Geo Dobre — legionar
- Dumitru Dumitru
- Mihai Verbițchi (menționat Mihai Verbițki)
- Niculae Urs (menționat Nicolae Urs)
- Constantin Vurtejanu
- Adrian Vîlcu — student
- Eugen Racoți
- Cătălina Mustață
- Adrian Burtea
- Adrian Zaharescu
- Rudy Rosenfeld — fotograful ucis de legionari (menționat Rudi Rosenfeld)
- Liviu Pancu — ucenicul fotografului
- Mircea Crețu
- Adrian Ciobanu
- Marian Despina
- Constantin Bîrliba
- Iulian Enache
- Gheorghe Ferra
- Mircea Dascaliuc
- Gheorghe Dănilă
- Mircea Cojan
- Petre Simionescu
- Nicolae Budescu
- Nicolae Albani — fost demnitar arestat de legionari
- Vasile Pupezea
- Constantin Petrican
- Cătălin Mina
- Mircea Valentin
- Marian Ghenea
- Radu Dunăreanu
- Zephi Alșec — legionar
- Remus Nastu — profesorul Virgil Madgearu, fost ministru
- Iacob Steluța
- Eugen Popescu Cosmin
- Cristian Șofron — Trandafirescu, student cu vederi comuniste (nemenționat)

## Primire
Filmul a fost vizionat de 98.013 spectatori în cinematografele din România, după cum atestă o situație a numărului de spectatori înregistrat de filmele românești de la data premierei și până la data de 31 decembrie 2014 alcătuită de Centrul Național al Cinematografiei.